# Nerja

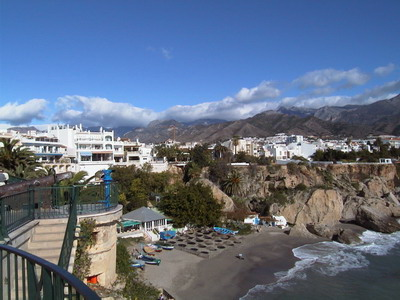
Vedere de la Balcon de Europa

Nerja este un oraș turistic de pe Costa del Sol din provincia Málaga, care se află într-una dintre cele 17 regiuni autonome spaniole, Andalucía, pe coasta sudică a țării, la Marea Mediterană. Se află la circa 50 km est de orașul Málaga, și este la 75 de minute cu mașina de la Alhambra din orașul Granada, și 30 minute mai mult de stațiunile de ski din Munții Sierra Nevada.

## Istorie
Nerja are o lungă istorie, dovedită de desenele primitive din cunoscutele peșteri descoperite aici în 1959, astăzi cel de-al treilea obiectiv turistic al Spaniei după numărul de vizitator (după Prado din Madrid și Palatul Alhambra. Se crede acum că aceste peșteri sunt doar o intrare într-un sistem de peșteri întins pe mulți kilometri între Nerja și Granada, și care s-ar putea dovedi unul dintre cele mai mari sisteme neexplorate din Europa.
Romanii i-au dat așezării numele "Detunda", după care a fost ocupată de arabi. Sub musulmani a devenit "Narixa", care înseamnă "izvor abundent", și este originea numelui său actual.
Produsele sale agriculturale și mătasea erau cunoscute în întreaga lume musulmană, ajungând până în piețele din Damasc încă din secolul al X-lea.
Balcón de Europa, un mirador sau punct de observare, care oferă priveliști uimitoare asupra mării, este în centrul orașului vechi. Numele său este atribuit prin tradiție regelui Alfonso al XII-lea care a vizitat zona în 1885 și a fost captivat de priveliște. Totuși, documentele de la arhivele locale indică că numele în precedă vizita.

## Orașe înfrățite
- Pescia,  Italia